# Leonida Bertucci
Leonida Bertucci (all'anagrafe Leonida Eolo Bertucci) (Villafranca in Lunigiana, 27 dicembre 1896 – Ceriale, 7 agosto 1979) è stato un calciatore e allenatore di calcio italiano, di ruolo attaccante.

## Carriera

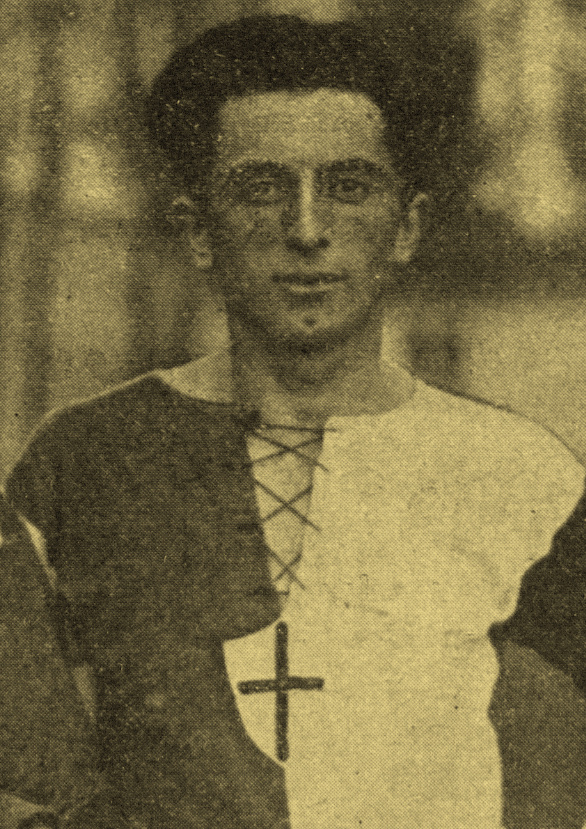
Bertucci con la maglia dell'Andrea Doria

Proveniente dall'Andrea Doria, veste la maglia della Novese nel 1920-21, per vincere il Campionato di Promozione (Piemonte) ed approdare nella massima serie proprio nell'anno della scissione. Con la Novese vince il titolo tricolore nel Campionato di Prima Categoria 1921-1922 organizzato dalla F.I.G.C.; in seguito disputa 9 gare con 5 gol nel campionato di Prima Divisione 1922-1923.
Nel 1928 si trasferisce alla Torres Sassari, rimanendovi fino al 1930, come allenatore-giocatore.

## Palmarès

### Competizioni nazionali
- Campionato italiano: 1

Novese: 1921-1922